# Odisha FC
Der Odisha Football Club ist ein indisches Fußball-Franchise der Indian Super League aus Bhubaneswar. Bis 2019 hatte der Verein seinen Sitz in Delhi und hieß Delhi Dynamos FC.
Das Franchise spielt seit der Saison 2014 in der Indian Super League. Besitzer und Betreiber ist GMS Inc., ein Recyclingunternehmen aus Indien.

## Geschichte

### Gründung
Im Zuge der Gründung einer neuen Fußballliga bewarb sich Delhi um ein Fußball-Franchise. Den Zuschlag bekam DEN Networks am 13. April 2014 und gründete die Delhi Dynamos. Am 23. August 2014 wurde mit Alessandro Del Piero der erste Marquee Spieler der Mannschaft verpflichtet. Mit Mads Junker wurde bereits im Juli 2014 ein weiterer Internationaler Spieler unter Vertrag genommen. Junker ist auch Kapitän der Mannschaft.

### Erste Saison
Die Dynamos gaben ihr Debüt am 14. Oktober 2014 gegen den FC Pune City in der Indian Super League. Das Spiel endete 0:0. Am 2. Spieltag erzielte Pavel Eliáš gegen Atlético de Kolkata das erste Tor in der Geschichte des Franchises. Am Ende der Saison erreichte man den fünften Platz und konnte sich somit nicht für die Play-offs qualifizieren.

### Entwicklung ab 2015
Im Juli 2015 konnte der ehemalige brasilianische Fußballnationalspieler Roberto Carlos da Silva als Spieler und Trainer verpflichtet werden.

### Umzug nach Odisha
Im August 2019 nannte sich der Verein in Odisha FC um und zog nach Bhubaneswar.

## Stadion
Die Heimspiele werden im 15.000 Zuschauer fassenden Kalinga Stadium in Bhubaneswar ausgetragen.

## Trainer
- Harm van Veldhoven (2014)
- Roberto Carlos (2015)
- Gianluca Zambrotta (2016)
- Josep Gombau (2018–2020)
- Stuart Baxter (2020–)